# تشارلز رالف سيمبسون الثالث
تشارلز رالف سيمبسون الثالث (بالإنجليزية: Charles Ralph Simpson III)‏ هو محامي وقاضي أمريكي، ولد في 8 يوليو 1945 في كليفلاند في الولايات المتحدة.